# Distretto di Törökszentmiklós
Il distretto di Törökszentmiklós (in ungherese Törökszentmiklósi járás) è un distretto dell'Ungheria, situato nella provincia di Jász-Nagykun-Szolnok.